# 24-Stunden-Rennen auf dem Nürburgring 1973

Streckenführung für das 24-Stunden-Rennen bis 1982

Das 4. 24-Stunden-Rennen auf dem Nürburgring fand vom 23. auf den 24. Juni 1973 auf dem Nürburgring statt.
Es war das letzte Rennen vor einer zweijährigen Pause 1974 und 1975 wegen der Ölpreiskrise. 1973 war zudem das bisher einzige 24-Stunden-Rennen am Nürburgring, das für eine geplante, achtstündige „Nachtruhe“ nach Mitternacht unterbrochen wurde.

## Rennergebnis

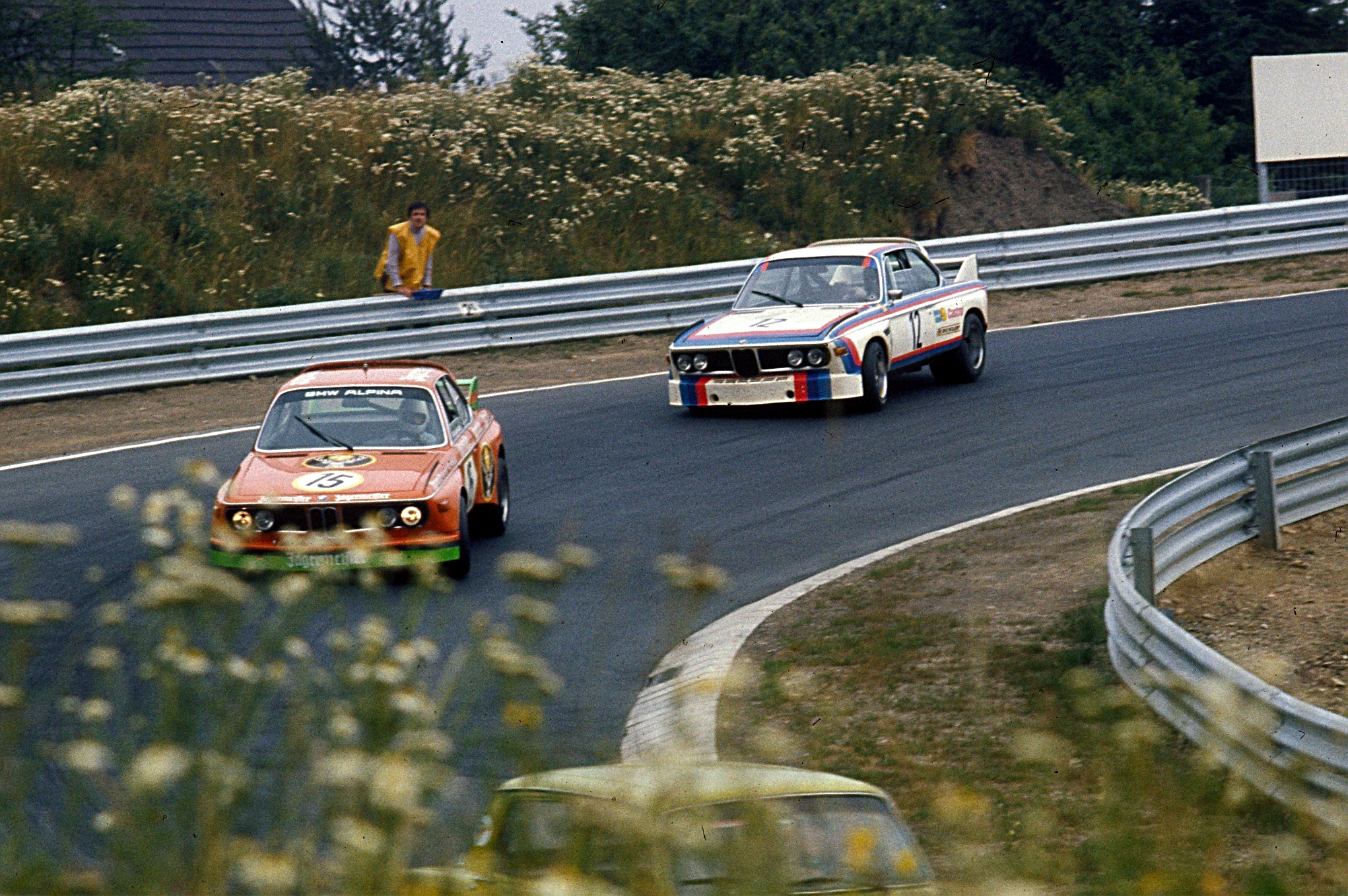
Hans-Peter Joisten 1973 im „Jägermeister-Alpina“ am Nürburgring

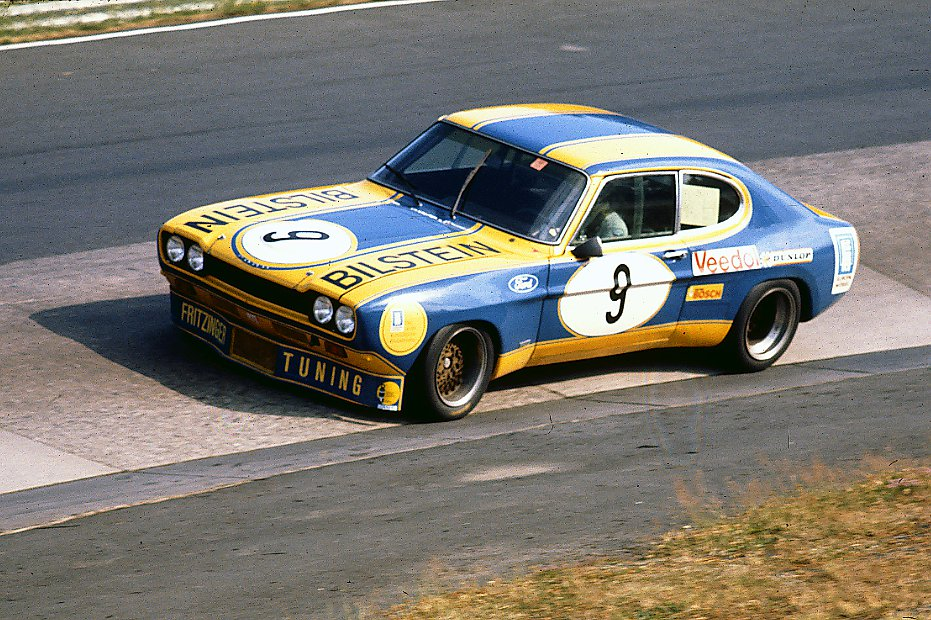
Der Ford Capri von Heyer/Fritzinger 1973 am Nürburgring

1973 gewann zum vierten Mal in Folge ein Fahrzeug von BMW das 24-Stunden-Rennen am Nürburgring. Die ersten beiden Plätze belegte ein BMW 3.3 CSL des Jägermeister und Alpina Racing Teams. Auf Platz eins kamen der spätere Formel-1-Weltmeister Niki Lauda und Hans-Peter Joisten ins Ziel, auf dem zweiten Platz Brian Muir und Han Akersloot. Mit dem dritten Platz verhinderte das Ford-Werksteam mit Hans Heyer und Klaus Fritzinger auf einem Capri RS 2600 einen erneuten BMW-Dreifacherfolg. Trotzdem war BMW mit sieben Fahrzeugen in den Top 10 wieder die mit Abstand erfolgreichste Marke. Neben Heyer und Fritzinger klassierten sich Wolfgang Kauwertz und Friedhelm Coenen mit ihrem Porsche auf dem neunten und Gordon Spice und John Hine mit ihrem Capri 3000 GXL auf dem zehnten Platz. Der Porsche von Kauwertz und Coenen ist zudem das bestplatzierte der in diesem Jahr erstmals zugelassenen GT-Fahrzeuge.
Die 95 Runden und 2169,32 km des Siegfahrzeugs waren lange Zeit die kürzeste Distanz des 24-Stunden-Rennens. Erst beim Rennen 1992, das wegen Regens und Nebels in der Nacht zuerst lange Zeit hinter dem Safety-Car gefahren und später unterbrochen wurde, wurde mit 76 Runden und 1927,28 km diese Marke unterboten. Noch kürzer war nur das Rennen 2021, das wegen Nebels über 14 Stunden unterbrochen wurde. Die Sieger fuhren 2021 lediglich 59 Runden.
Von den 105 gestarteten Fahrzeugen wurden 57 gewertet.

## Streckenführung
Da die heutige Grand-Prix-Strecke am Nürburgring erst 1983 gebaut wurde, fuhr das 24-Stunden-Rennen bis 1982 auf einer ursprünglichen Streckenführung des Nürburgrings. Neben der Nordschleife war dies nur die „Betonschleife“ genannte Start-und-Ziel-Schleife.

## Besonderheiten
Das 24-Stunden-Rennen 1973 wurde in zwei Teilen ausgetragen. Um 17 Uhr startete der erste, achtstündige Teil. Die ersten 90 Minuten der achtstündigen Pause in der Nacht durften für Reparaturen genutzt werden. Um 9 Uhr morgens wurde der zweite Teil des Rennens gestartet.